# Шур, Аксель
Эрнст Виктор Аксель Шур — немецкий математик и педагог. Наиболее известен благодаря так называемой лемме о луке — аналоге леммы о руке в дифференциальной геометрии кривых.

## Биография
Сын математика Фридриха Шура.
Воевал во время Первой мировой войны; был солдатом с 1915 по 1918 год.
В 1921 году под руководством Эмиля Хильба защитил диссертацию в Вюрцбургском университете. С 1921 по 1922 год работал ассистентом в университете Мюнстера. С 1923 года преподавал геометрию в Ганновере. В 1927 году получил позицию приват-доцента по геометрии и ассистента в Боннском университете.